# Ankerstjerne (album)
 For alternative betydninger, se Ankerstjerne. (Se også artikler, som begynder med Ankerstjerne)
Ankerstjerne er det selvbetitlede debutalbum af den danske rapper og sangskriver Ankerstjerne, der udkom den 10. oktober 2011 på ArtPeople. Albummet er hovedsageligt produceret af sangeren Burhan G, der også har skrevet størstedelen af albummets sange sammen med Ankerstjerne. På vokalsiden gæstes det af Peter Bjørnskov, Xander, Alberte, Rasmus Seebach, Sarah West, samt Burhan G, der også står for korvokal på mange numre. Ankerstjerne har karakteriseret albummet som historiefortælling frem for rap, og sangene skal forstås som kapitler i Ankerstjernes liv. Ifølge Ankerstjerne handler albummet grundlæggende om kærlighed: "Det lidt mere nuancerede svar er, at mit album handler om min kæreste, nogle af mine eks-kærester, mine venner og om min familie ... Det er kæmpestore og bittesmå øjeblikke fra mit liv, som jeg har prøvet at fange og sætte musik til." Ankerstjerne indspillede også en sang med sangerinden Søs Fenger, der handlede om Ankerstjernes daværende kæreste, men den kom ikke med på albummet da forholdet stoppede kort før albummets udgivelse.
Første single fra Ankerstjerne, "Tag hvad du vil" (featuring Burhan G) udkom den 2. maj 2011. Sangen har ligget på andenpladsen på både single- og airplay-hitlisten, samt modtaget platin for 30.000 downloads. Den 3. oktober 2011 blev "Nattog" (featuring Peter Bjørnskov) udgivet som andensingle. Sangen opnåede en ottendeplads på singlelisten, og har modtaget guld for 15.000 downloads.
Albummet debuterede som nummer seks på hitlisten, og solgte 1254 eksemplarer i den første uge. Den 29. oktober 2012 blev albummet genudgivet i en Bonus Version-udgave med numrene "Millionær" (med Rasmus Seebach) og "Det blir en go dag" (med Hej Matematik), som de respektive artister tidligere har udgivet som singler. I januar 2017 blev Ankerstjerne certificeret platin for 20.000 solgte eksemplarer.

## Spor
| #   | Titel                                         | Sangskriver(e)                                                   | Producer(e)              | Længde |
| --- | --------------------------------------------- | ---------------------------------------------------------------- | ------------------------ | ------ |
| 1.  | "Lysbillede"                                  | Lars Ankerstjerne, Burhan Genc                                   | Burhan G                 | 1:19   |
| 2.  | "Tag hvad du vil" (featuring Burhan G)        | Ankerstjerne, Genc                                               | Burhan G                 | 3:25   |
| 3.  | "Nattog" (featuring Peter Bjørnskov)          | Ankerstjerne, Genc, Rasmus Seebach, Ole Brodersen, Kasper Larsen | Kay & Ndustry            | 3:23   |
| 4.  | "Se dig i mørket"                             | Ankerstjerne, Genc Jeppe Federspiel, R. Seebach                  | Burhan G, Providers      | 3:31   |
| 5.  | "Den første nat" (featuring Xander)           | Ankerstjerne, Genc, Xander Linnet, Brodersen, Larsen             | Kay & Ndustry            | 3:45   |
| 6.  | "Lysbillede 2"                                | Ankerstjerne, Genc                                               | Burhan G                 | 1:09   |
| 7.  | "Mit hjertes tyv" (featuring Alberte)         | Ankerstjerne, Alberte Winding, Genc, Federspiel, Rasmus Stabell  | Providers                | 3:55   |
| 8.  | "Kender mig nu"                               | Ankerstjerne, Genc, Daniel Heløy Davidsen                        | Burhan G                 | 3:48   |
| 9.  | "Fotografi af dig" (featuring Rasmus Seebach) | Ankerstjerne, Genc, R. Seebach                                   | Burhan G                 | 3:26   |
| 10. | "Nu vi to" (featuring Burhan G)               | Ankerstjerne, Genc, R. Seebach                                   | Burhan G, Rasmus Seebach | 3:38   |
| 11. | "Alle mine tårer" (featuring Sarah West)      | Ankerstjerne, Genc, Sarah West                                   | Burhan G                 | 3:47   |
| 12. | "Lysbillede 3"                                | Ankerstjerne, Genc                                               | Burhan G                 | 1:53   |
| 13. | "1000 år" (featuring Rasmus Seebach)          | Ankerstjerne, Genc, R. Seebach                                   | Burhan G                 | 3:40   |

| 14. | "Millionær" (Rasmus Seebach featuring Ankerstjerne)         | R. Seebach, Nicolai Seebach | Seebach & Seebach | 4:29 |
| 15. | "Det blir en go dag" (Hej Matematik featuring Ankerstjerne) |                             |                   | 3:47 |

## Hitlister og certificeringer
| Hitliste (2011) | Højeste placering |
| --------------- | ----------------- |
| Danmark         | 6                 |

| Hitliste (2011) | Placering |
| --------------- | --------- |
| Danmark         | 87        |

| Land (Organisation) | Certificering |
| ------------------- | ------------- |
| Danmark (IFPI)      | Platin        |